# Sakae Ōba
Sakae Ōba fue un oficial del Ejército Imperial Japonés durante la Segunda Guerra Mundial. Sirvió en la segunda guerra sino-japonesa y en la Guerra del Pacífico. Después de las fuerzas japonesas fueron derrotadas en la batalla de Saipán, lideró un grupo de soldados y civiles en la selva para evitar ser capturados por las fuerzas aliadas. Bajo el liderazgo del capitán Ōba, el grupo sobrevivió durante más de un año después de la batalla y finalmente se rindió en diciembre de 1945, tres meses después del fin de la guerra. Tras su regreso a Japón, se convirtió en un exitoso hombre de negocios y sirvió en el concejo de la ciudad de Gamagori, Aichi.

## Primeros años
Sakae Ōba nació el 21 de marzo de 1914 en la ciudad de Gamagori, en la prefectura de Aichi, Japón. Fue el primer hijo de Isuke Ōba, un agricultor. En marzo de 1933, Sakae se graduó de la Escuela de Práctica de Educación y el mes siguiente aceptó un puesto docente en una escuela pública en el área. Mientras trabajaba como maestro se casó con Mineko Hirano (1912-1992), también de Gamagori

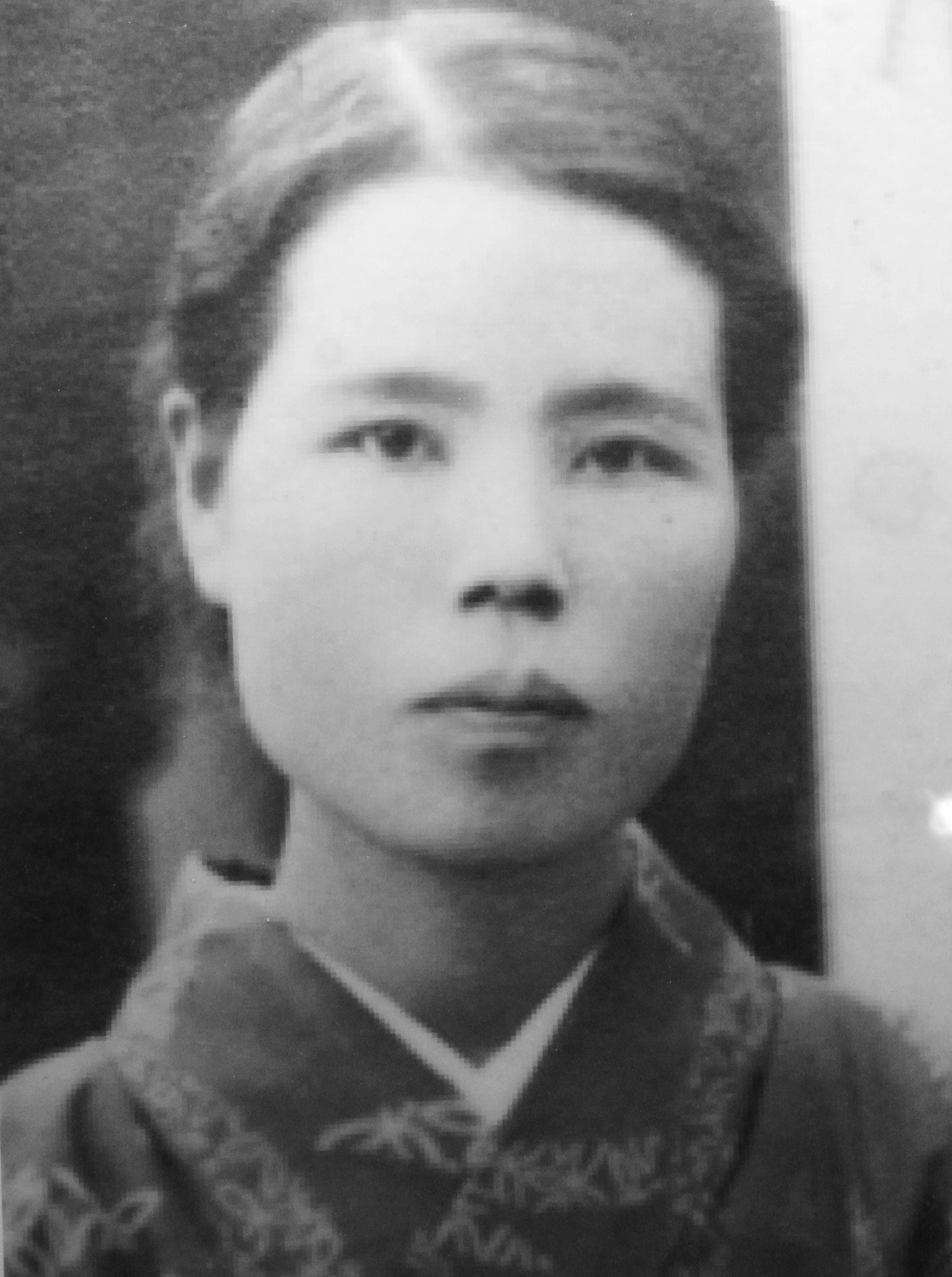
Mineko Hirano, esposa de Sakae Ōba, en 1937.

## Carrera militar
En 1934 Ōba se unió al 18.º Regimiento de Infantería del Ejército Imperial Japonés, con sede en la cercana ciudad de Toyohashi. Fue designado como aspirante a oficial de primera clase, recibió capacitación especializada y fue enviado a Manchukuo donde la mayor parte del 18.º Regimiento, fue estacionado como unidad de ocupación. En 1936 el regimiento regresó a su guarnición en Toyohashi y Ōba se reunió brevemente con su esposa.
En julio de 1937 la segunda guerra sino-japonesa estalló y su regimiento fue movilizado. En agosto Ōba y su regimiento fueron enviados a China, donde se unieron a la invasión anfibia de Shanghái. En diciembre de ese año Ōba ya había sido ascendido a teniente segundo. En 1939 fue ascendido a teniente primero y en noviembre de 1941 se le dio el mando de una compañía de infantería. En marzo de 1943 fue ascendido a capitán.

### Saipán
A principios de 1944 el 18.º Regimiento, fue transferido de Manchuria y desplegado en el teatro del Pacífico. El capitán Ōba fue puesto a cargo de los médicos de combate del regimiento. El 29 de febrero, un buque de transporte que trasladaba a su regimiento fue alcanzado por el torpedo disparado por un submarino estadounidense cerca de la isla de Saipán. El barco se hundió llevándose consigo más de la mitad del 18.º Regimiento. Los buques de escolta se trasladaron de forma inmediata al lugar del ataque logrando rescatar a cerca de 1800 sobrevivientes y los trasladaron a Saipán. Después de la reorganización precipitada, la mayor parte del regimiento fue transportado con éxito a Guam. Casi 600 soldados, incluyendo al capitán Ōba, tuvieron que ser dejados atrás en Saipán.
En la mañana del 15 de junio de 1944, el Cuerpo de Marines de los Estados Unidos desembarcaron en las playas de la isla de Saipán. A pesar de una férrea defensa los japoneses fueron empujados gradualmente hacia atrás con fuertes pérdidas. El comando nipón utilizó el monte Tapochau como centro de operaciones en el centro de la isla como sede para organizar las líneas defensivas alrededor de la montaña. Sin reabastecimiento o socorro disponibles, la situación se volvió insostenible para los defensores y ordenó un ataque final. El 7 de julio el capitán Ōba y sus hombres participaron en la carga Banzai más grande de la guerra del Pacífico. Después de 15 horas de intenso e implacable combate cuerpo a cuerpo, casi 4.300 soldados japoneses murieron. Las fuerzas aliadas declararon la isla asegurada el 9 de julio de 1944. El 30 de septiembre el ejército japonés realizó una presunción oficial de muerte para todo el personal por lo que oficialmente fueron declarados muertos en combate. Eso incluyó el capitán Ōba quien fue galardonado con un ascenso póstumo al rango de mayor.

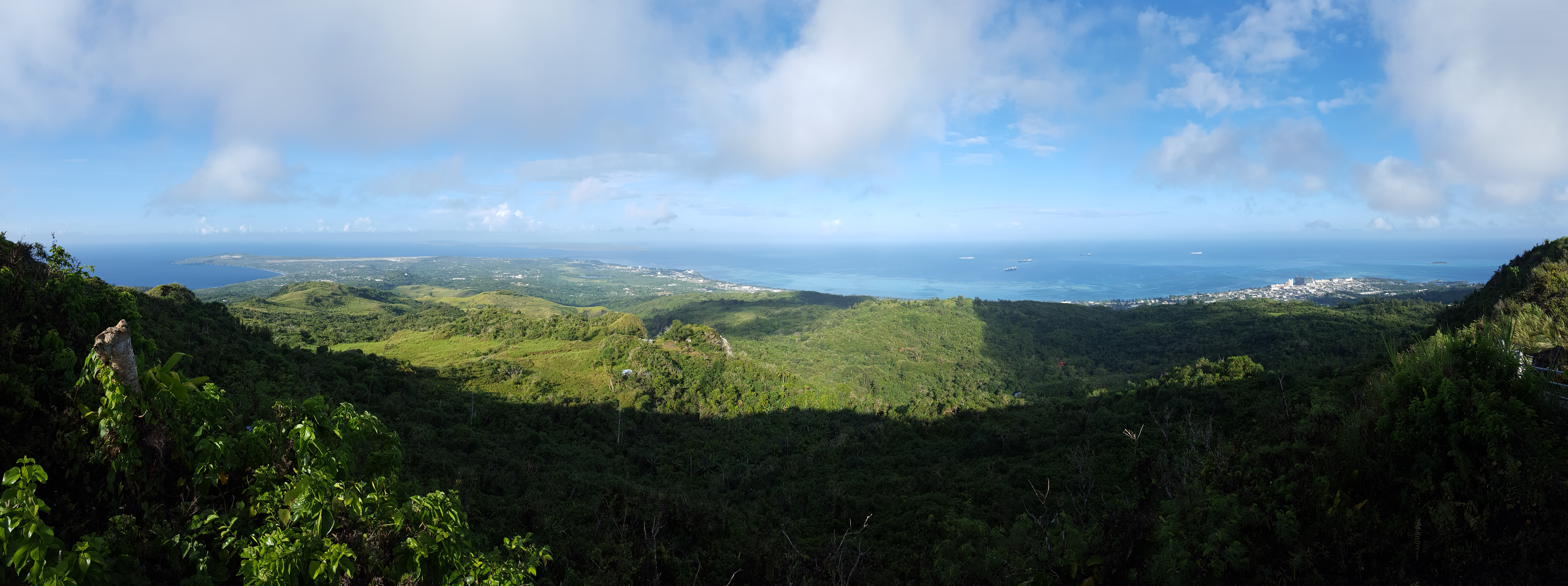
Fotografía panorámica tomada desde la cima del Monte Tapochau

En realidad el capitán Ōba sobrevivió a la batalla y tomó el mando de 46 soldados y 200 civiles japoneses y los condujo a lo más profundo de la selva saipanesa para evitar ser capturados. Él y sus hombres organizaron a los civiles y los instalaron en las cuevas de las montañas, así como en aldeas escondidas en la selva. Cuando los soldados no estaban ayudando a los civiles en las tareas de supervivencia, el capitán Ōba y sus hombres continuaron su batalla contra la guarnición de marines. Ōba usó el monte Tapochau como su base principal. Con 474 m s. n. m., el pico ofrece una vista inmejorable y sin obstáculos de 360 grados de la isla. Desde su campamento base en la vertiente occidental de la montaña, Ōba y sus hombres llevaron a cabo emboscadas tipo guerra de guerrillas en contra de las posiciones estadounidenses. Debido a la velocidad y el sigilo de estas operaciones y los intentos frustrados para encontrarlos, los infantes de marina en Saipán se referían a Ōba como el Zorro de Saipán.

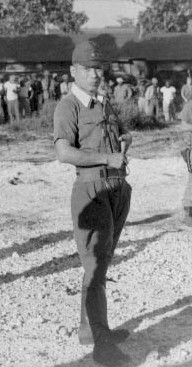
El capitán Ōba durante su rendición el 1 de diciembre de 1945.

El capitán Ōba y sus hombres resistieron en la isla 512 días, cerca de 16 meses. El 27 de noviembre de 1945, el antiguo general de división Umahachi Amo, comandante de la 9.ª Brigada Mixta Independiente durante la batalla de Saipán, pidió al capitán Ōba y a sus hombres entregarse a los estadounidenses. El 1 de diciembre de 1945, tres meses después de la rendición oficial del Japón, los soldados japoneses se reunieron una vez más en el monte Tapochau y cantaron una canción por los espíritus de los muertos en la guerra. Ōba y su hombres se presentaron ante los marines de la 18.ª Compañía de Artillería Antiaérea. Con gran formalidad y la dignidad acorde el capitán Ōba entregó su sable o katana al teniente coronel Howard G. Kurgis y sus hombres entregaron sus armas y su bandera. Fue la última resistencia organizada de las fuerzas japonesas en Saipán.

## Posguerra
Después de que el gobierno japonés confirmó que Ōba estaba vivo en Saipán, la promoción póstuma a mayor fue rescindida. Tras su liberación de la custodia de los aliados, fue repatriado. Una vez de vuelta en Japón, Ōba se reunió con su esposa y finalmente conoció a su hijo, el niño nació en 1937, justo después de que su padre había ido a China. Ōba fue contratado por la tienda departamental Marue en 1952 donde trabajó como representante y portavoz de la junta directiva hasta 1992. Desde 1967 hasta 1979, Ōba trabajó en el ayuntamiento de la localidad de Gamagori, en la Prefectura de Aichi.
Don Jones, un ex infante de los marines de los EE. UU., que una vez fue parte de un grupo emboscado por los hombres Ōba en Saipán, estaba intrigado por la historia de guerrilleros japoneses, buscó a Ōba después de la guerra y juntos escribieron un libro sobre sus experiencias en Saipán (detallada más abajo). Jones se convirtió en un amigo de toda la vida de la familia Ōba y se fue tan lejos como para localizar a al Tte. coronel (retirado), Kurgis ante quien Ōba rindió el 1 de diciembre de 1945 y le preguntó si le podía devolver la katana que Ōba le había entregado cuando se rindió. Kurgis estuvo de acuerdo y Jones llevó el sable a Japón donde se la presentó a su muy agradecido amigo. La katana permanece como una reliquia en posesión de la familia Ōba.
Sakae Ōba falleció el 8 de junio de 1992, a la edad de 78 años. Sus restos fueron enterrados en la tumba familiar en Ōba Kou'un templo en Gamagori.

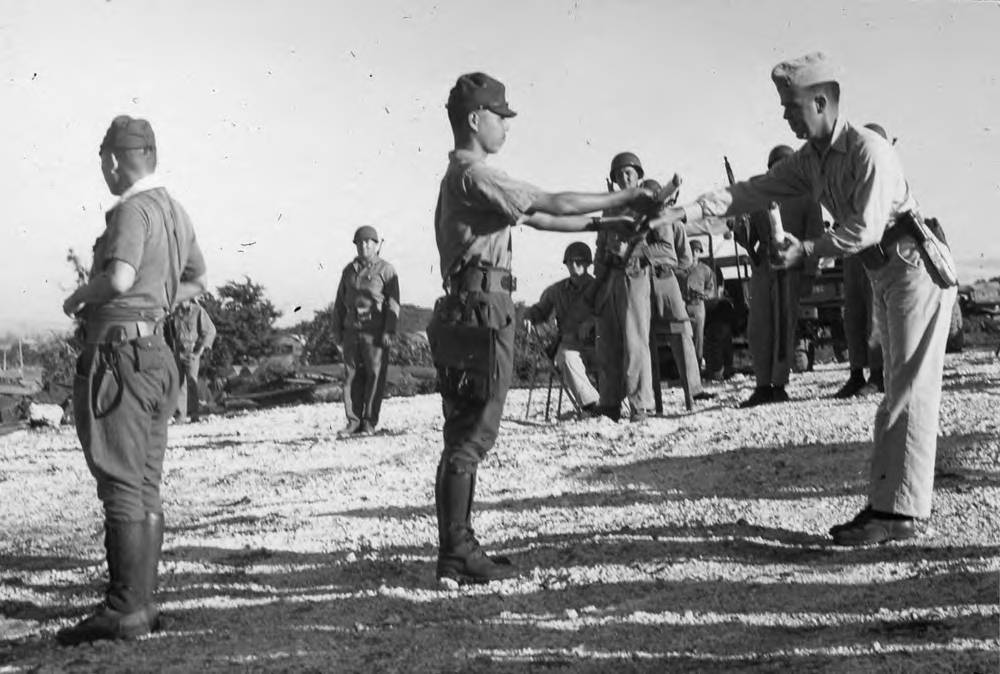
El capitán del Ejército Imperial Japonés Sakae Ōba entrega su katana en señal de rendición al Tte. Cor. Howard G. Kurgis del Cuerpo de Marines en Saipán el sábado 1 de diciembre de 1945.

## Libros y película
Como resultado de la colaboración entre Ōba y el escritor Don Jones se escribió una obra novelada que fue traducida por primera vez en Japón y publicada en 1982, titulada Ōba, el último samurái, Saipán 1944-1945. Curiosamente, Don Jones estuvo destinado en Saipán y sufrió en una ocasión el ataque de los hombres de Ōba. El libro se convirtió en un éxito popular de la noche a la mañana y la versión en inglés fue publicada en 1986.
En mayo de 2010, el segundo hijo Sakae Ōba, Hisamitsu, descubrió más de 1,200 páginas de cartas y tarjetas postales escritas entre sus padres, Sakae y Mineko, la mayoría entre 1937 y 1941, aunque algunas son de fecha tan tardía como 1944. Hisamitsu mostró las cartas a su primo, Keiichiro Hirano, un novelista ganador del prestigioso Premio Akutagawa en 1998. Hirano, profundamente conmovido por lo que leyó en la correspondencia de sus tíos durante la guerra, ayudó a encontrar un editor local. Se ofreció para la tarea de la publicación a Mari Mizutani, de Toyohashi, quien ha declarado que las cartas son especialmente significativas por sus descripciones de la vida cotidiana durante la guerra, mientras que el marido y la esposa se escribieron de su profundo afecto entre ambos, se detallan innumerables actividades diarias de Mineko en Gamagori y de Ōba en China durante la ocupación de Manchuria, antes de ser enviado al Pacífico. Una selección de las cartas ha sido compilada y publicada en enero de 2011 bajo el título de Cartas de amor de los fuegos de la guerra.
El 11 de febrero de 2011, la película El milagro del Pacífico: el hombre llamado Zorro fue estrenada en los cines retratando las luchas de Ōba y su grupo en Saipán, así como la implacable persecución de los marines. Fue producida por Toho Pictures, bajo la dirección de Hideyuki Hirayama y con producción de Japón, los Estados Unidos y Tailandia. El filme está protagonizado por Yutaka Takenouchi como el capitán Sakae Ōba. En preparación para el papel, Takenouchi se reunió con el hijo de Ōba, Hisamitsu Ōba, para presentar sus respetos ante la tumba de Sakae Ōba. La película recibió comentarios favorables de los críticos de cine.